# Jalqamus
Jalqamus, en arabe : جلقموس, est un village du gouvernorat de Jénine en Palestine, dans le nord de la Cisjordanie. Il est situé à 10 kilomètres au sud-est de Jénine. Selon le recensement du Bureau central palestinien des statistiques, la localité compte une population de 2 624 habitants en 2017.